# J·柯克·韋伯
J·柯克·韋伯（英語：J. Kirk Wiebe）是前美國國家安全局高級分析師。

## 生平
早年曾在美國空軍情報部門工作。
1975年至2001年間，在美國國家安全局擔任高級分析師。此間榮獲美國國家安全局傑出文職服務獎。
他在美國國家安全局時，與威廉·賓尼等人開發了名為「ThinThread」的情報收集系統；2001 年，「ThinThread」已準備好部署，但國家安全局高層但不予採用，卻轉而採用成本更加昂貴的追蹤者計畫。2001年10月，即九一一事件發生不久後，韋伯與賓尼從美國國家安全局退休，並共同成立了一家小型諮詢公司「Entity Mapping, LLC」。
2002年9月，韋伯與賓尼等人向國防部監察長辦公室致信投訴「追蹤者計畫」當中存在的浪費、欺詐和濫用行為。國防部監察長辦公室接受了該項投訴，並開展調查，在2004年底/2005年初發布了最終報告。
2007年7月26日，聯邦調查局突襲搜查韋伯的住處，扣押了包括他的電腦在內的物品。同一時間賓尼等人也遭到了同樣的搜查。2011年，韋伯等人起訴美國國家安全局，試圖取回他們被扣押的財產。
2015年8月，韋伯與賓尼等人起訴美國司法部、美國國家安全局、聯邦調查局及其六名前任主管（包括麥可·海登、基思·亞歷山大和羅伯特·穆勒在內），稱其違反《吹哨人保護法》、並侵犯了他們的權利。

## 外部連結
- J·柯克·韋伯的X（前Twitter）
- J·柯克·韋伯在互联网电影资料库（IMDb）上的資料（英文）